# 南长山街道
南长山街道，是中华人民共和国山東省烟台市蓬莱区下辖的一个乡镇级行政单位，前稱南長山鎮。

## 行政区划
南长山街道下辖以下地区：
南城村、乐园村、连城村、王沟村、黑石嘴村、荻沟村、赵王村、山前村、孙家村、后沟村和鹊嘴村。